# Chantier de l'économie sociale
Le Chantier de l'économie sociale est une organisation autonome et non partisane qui a pour principaux mandats la promotion et le développement de l'économie sociale au Québec. 
Corporation à but non lucratif, le Chantier réunit des promoteurs d’entreprises d’économie sociale (coopératives et organismes sans but lucratif) œuvrant dans de multiples secteurs d’activités (environnement, services de proximité, communications, loisir, habitation, ressources naturelles, enfance-famille, formation, financement, culture, etc.), des représentants des grands mouvements sociaux et des acteurs du développement local en milieux rural et urbain.

## Historique

### Groupe de travail sur l'économie sociale
Le Groupe de travail sur l'économie sociale voit le jour dans le cadre de la Conférence sur le devenir social et économique du Québec, en préparation du Sommet de l'économie et de l'emploi organisé en 1996 par le gouvernement du Québec de Lucien Bouchard. Le Groupe disposait alors de six mois pour évaluer le potentiel présent dans toutes les régions du Québec. Fort de l'enthousiasme et du dynamisme suscités par sa démarche[réf. nécessaire], le Groupe de travail était invité à poursuivre, pour une durée de deux ans, ses activités de promotion et d'analyse afin de promouvoir le concept et de clarifier le rôle ainsi que le potentiel de l'économie sociale. Il devait également veiller à la mise en œuvre de projets d'économie sociale et contribuer au développement de politiques et de mesures nécessaires pour mieux développer ce secteur de l'économie. En 1998, les acteurs de l'économie sociale, conscients des avancées concrètes résultant de cet espace de concertation, ont décidé de rendre permanent le groupe de travail chargé de promouvoir et de développer l'entrepreneuriat collectif.[réf. nécessaire]

### Fondation du Chantier
En avril 1999, lors de son assemblée générale de fondation, le Chantier de l'économie sociale est ainsi devenu une corporation autonome à but non lucratif avec une structure organisationnelle constituée d'une assemblée générale et un conseil d'administration représentant les divers intervenants du secteur. La définition large et inclusive de l'économie sociale adoptée en 1996 a été une étape clé, non seulement pour la reconnaissance des réalisations passées mais aussi pour la réalisation de son potentiel dans l'avenir. La forte mobilisation autour du Sommet a sans aucun doute contribué à un essor dans le développement des entreprises collectives.
En 2006, dix ans après le Sommet sur l'économie et l'emploi, le Sommet de l'économie sociale et solidaire a permis de faire un bilan et de constater cette croissance de l'économie sociale ainsi que de réaffirmer la volonté de tous les acteurs de l'économie sociale de se doter d'un modèle de développement fondé sur la solidarité. D'ailleurs, lors de la clôture de ce sommet, les participants ont adopté une déclaration qui confirmait leur engagement à poursuivre cette mobilisation pour le développement de l'économie sociale au Québec,.

### Organismes apparentés
Au fil des ans, en collaboration avec de nombreux partenaires, le Chantier de l'économie sociale a mis au point divers outils pour répondre aux besoins des organisations de l'économie sociale dans une variété de domaines: 
- le développement de la main-d'œuvre (Comité sectoriel de main-d'œuvre en économie sociale et en action communautaire (1998)) ;
- l'accès au capital (Réseau d'investissement social du Québec (1997) et Fiducie du Chantier de l'économie sociale (2007)) ;
- la recherche (Alliance de recherche universités-communautés en économie sociale - ARUC-ÉS (2001-2011) ;
- les meilleures pratiques, le développement et l'accès aux marchés (Commerce Solidaire (2012)) ;
- le transfert de bonnes pratiques (RELIESS (2012) ;
- Territoires Innovants en économie sociale et solidaire (2013))[6],[7].

### Loi sur l'économie sociale
Le 10 octobre 2013, l’Assemblée nationale du Québec a adopté à l’unanimité la Loi sur l’économie sociale qui reconnaît et encadre l’économie sociale québécoise et établi un lieu de dialogue permanent avec le gouvernement dans le but de poursuivre la mise en place de nouvelles politiques publiques.
Le Chantier a suivi de près le processus législatif et était présent à la consultation de la Commission sur l’aménagement du territoire, chargée officiellement de ce processus à la suite du dépôt du projet de loi. Le Chantier a d'ailleurs été reconnu dans la loi comme l'un des deux interlocuteurs privilégiés de la société civile et a participé activement au processus de rédaction de la loi et du Plan d'action gouvernemental qui en découle. Il siège également à la Table des partenaires en économie sociale, instance qui veille à conseiller le ministre responsable de l’économie sociale  en ce qui a trait à la mise en œuvre de la loi et du Plan d’action. Elle assurera également la cohérence des actions menées par le gouvernement du Québec en matière d’économie sociale. 

## Direction
Depuis sa création en 1999, l'organisation était dirigée par Nancy Neamtan. En 2015, elle quitte son poste de présidente-directrice générale pour occuper celui de conseillère stratégique. En août 2015, le conseil d’administration nomme Jean-Martin Aussant à la direction générale de l’organisation, poste qu'il occupera jusqu'en février 2018. La direction générale est assumée par madame Béatrice Alain depuis le 30 juillet 2018. Économiste de formation, madame Alain a occupé de 2001 à 2010 différentes fonctions dans des organisations nationales et internationales. Membre de l’équipe permanente du Chantier depuis 2010, elle occupait notamment depuis 2016 le poste de directrice des partenariats et du développement.